# Gaspard Vieusseux
Pour les articles homonymes, voir Vieusseux.
Gaspard Vieusseux, né le 8 février 1746 à Genève et mort le 21 octobre 1814 dans cette même ville est un médecin genevois.

## Résumé biographique
Comme son contemporain Tronchin, il a fait ses études à l'Université de Leyde où il obtient son doctorat en 1766. Revenu exercer sa profession dans sa ville, il s'y distingue par son zèle dans la lutte contre la variole, se faisant l'un des plus ardents propagateurs des premières vaccinations contre cette maladie.
Son nom reste attaché à l'histoire de la neurologie pour deux de ses contributions. Il donna la première description clinique de la méningite cérébro-spinale lors de l'épidémie qui sévit à Genève en 1805. En 1810, ayant été victime d'un accident cérébrovasculaire, il rédigea son auto-observation qui fut l'objet d'une communication à la Société de Médecine et de Chirurgie de Londres. Il s'agit en fait de la première description clinique précise du syndrome de Wallenberg, un syndrome neurologique alterne du tronc cérébral. Vieusseux rapporte ses propres symptômes en ces termes :
« Vertigo, unilateral facial numbness, loss of pain and temperature appreciation in the opposite limbs, dysphasia and hoarseness, minor tongue involvement, hiccups (cured by taking up the habit of a morning cigarette) and a drooped eyelid »
[traduction : Vertige, engourdissement d'une moitié du visage, perte de l'appréciation de la douleur et de la température des membres opposés, dysphasie et enrouement, atteinte mineure de la langue, hoquets (guéris en prenant l'habitude d'une cigarette matinale) et chute d'une paupière]
Adolf Wallenberg complètera 85 ans plus tard la définition anatomo-clinique du syndrome en précisant le siège anatomique de la lésion responsable.

## Ses travaux
- Vieusseux G. Traité de la nouvelle manière d'inoculer la petite vérole. D.M à Genève 1773, in 8°, 250 pp.
- Vieusseux G. Mémoire sur la maladie qui a régné à Genève au printemps de 1805. Journal de médecine, chirurgie et pharmacie, an XIV, tome XI, p.163, 20 pp., in-8°.

## Source
Gautier L. La médecine à Genève jusqu'à la fin du dix-huitième siècle. 1906 : J. Julien, Georg et Cie, Genève, réédition Georg, Genève 2001,  (ISBN 2-8257 0731-7)